# Alois Schnabel
Alois Schnabel (Vienna, 27 febbraio 1910 – 20 settembre 1982) è stato un pallamanista austriaco.

## Palmarès

### Olimpiadi
- Argento a Berlino 1936 nella pallamano.